# Chicago Film Critics Association Awards 1992
La cerimonia di premiazione della 5ª edizione dei Chicago Film Critics Association Awards si è tenuta il 4 marzo 1993 al Pump Room di Chicago, Illinois, per premiare i migliori film distribuiti negli Stati Uniti nel corso del 1992 secondo la Chicago Film Critics Association (CFCA).
I film più premiati sono stati Malcolm X e I protagonisti, con due vittorie ciascuno.

## Vincitori e candidati
I vincitori sono indicati in grassetto, a seguire gli altri candidati in ordine alfabetico:

### Miglior film(incompleto)
- Malcolm X, regia di Spike Lee

### Miglior film straniero(incompleto)
- La moglie del soldato (The Crying Game), regia di Neil Jordan

### Miglior regista(incompleto)
- Robert Altman - I protagonisti (The Player)

### Migliore sceneggiatura(incompleto)
- Michael Tolkin - I protagonisti (The Player)

### Miglior attore(incompleto)
- Denzel Washington - Malcolm X

### Migliore attrice(incompleto)
- Emma Thompson - Casa Howard (Howards End)

### Miglior attore non protagonista(incompleto)
- Jack Nicholson - Codice d'onore (A Few Good Men)

### Migliore attrice non protagonista(incompleto)
- Judy Davis - Mariti e mogli (Husbands and Wives)

### Miglior fotografia(incompleto)
- Michael Ballhaus - Dracula di Bram Stoker (Bram Stoker's Dracula)

### Attore più promettente(incompleto)
- Chris O'Donnell - Scent of a Woman - Profumo di donna (Scent of a Woman)
- Jaye Davidson - La moglie del soldato (The Crying Game)

### Attrice più promettente(incompleto)
- Marisa Tomei - Charlot (Chaplin) e Mio cugino Vincenzo (My Cousin Vinny)
- Jaye Davidson - La moglie del soldato (The Crying Game)

### Commitment to Chicago Award
- Joyce Sloane